# MYOCD
MYOCD (англ. Myocardin) – білок, який кодується однойменним геном, розташованим у людей на короткому плечі 17-ї хромосоми. Довжина поліпептидного ланцюга білка становить 938 амінокислот, а молекулярна маса — 101 997.Кодований геном білок за функціями належить до активаторів, фосфопротеїнів. 
Задіяний у таких біологічних процесах, як транскрипція, регуляція транскрипції, альтернативний сплайсинг. 
Локалізований у ядрі.

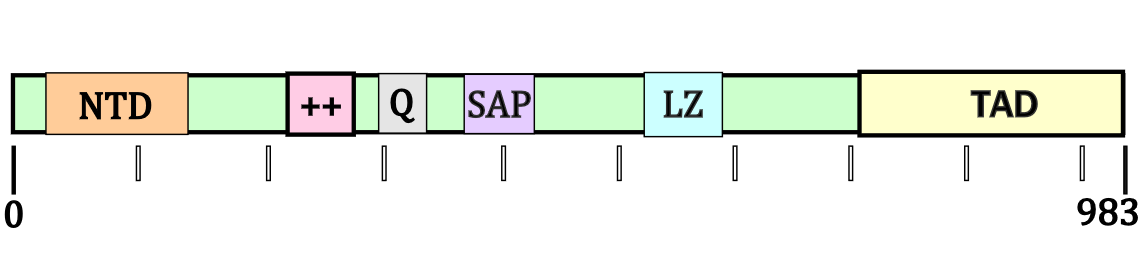
Схематична структура MYOCD миші.

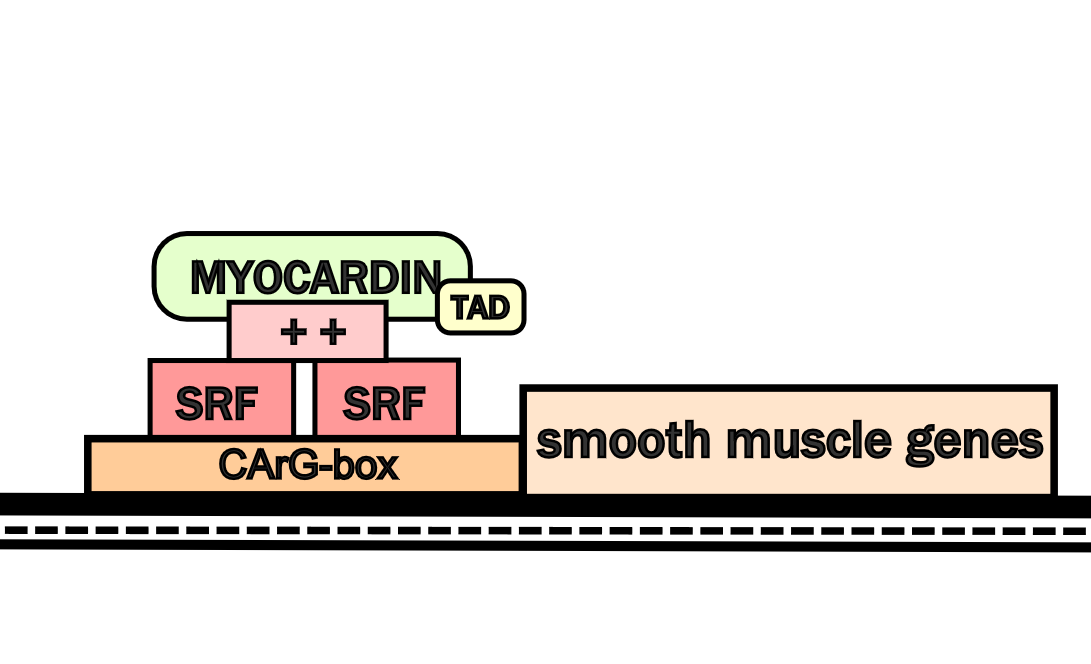
Міокардин/SRF-залежна активація генів гладеньких міоцитів.

Експерсія міокардину у не м'язових клітинах індукує проліферацію клітини у гладенько-м'язову через асоціацію з серозним фактором SRF (serum response factor). Міокардин грає роль кофактора SRF для експресії генів, специфічних до гладеньких міоцитів та кардіоміоцитів.
| 10         |  | 20         |  | 30         |  | 40         |  | 50         |
| ---------- |  | ---------- |  | ---------- |  | ---------- |  | ---------- |
| MTLLGSEHSL |  | LIRSKFRSVL |  | QLRLQQRRTQ |  | EQLANQGIIP |  | PLKRPAEFHE |
| QRKHLDSDKA |  | KNSLKRKARN |  | RCNSADLVNM |  | HILQASTAER |  | SIPTAQMKLK |
| RARLADDLNE |  | KIALRPGPLE |  | LVEKNILPVD |  | SAVKEAIKGN |  | QVSFSKSTDA |
| FAFEEDSSSD |  | GLSPDQTRSE |  | DPQNSAGSPP |  | DAKASDTPST |  | GSLGTNQDLA |
| SGSENDRNDS |  | ASQPSHQSDA |  | GKQGLGPPST |  | PIAVHAAVKS |  | KSLGDSKNRH |
| KKPKDPKPKV |  | KKLKYHQYIP |  | PDQKAEKSPP |  | PMDSAYARLL |  | QQQQLFLQLQ |
| ILSQQQQQQQ |  | HRFSYLGMHQ |  | AQLKEPNEQM |  | VRNPNSSSTP |  | LSNTPLSPVK |
| NSFSGQTGVS |  | SFKPGPLPPN |  | LDDLKVSELR |  | QQLRIRGLPV |  | SGTKTALMDR |
| LRPFQDCSGN |  | PVPNFGDITT |  | VTFPVTPNTL |  | PNYQSSSSTS |  | ALSNGFYHFG |
| STSSSPPISP |  | ASSDLSVAGS |  | LPDTFNDASP |  | SFGLHPSPVH |  | VCTEESLMSS |
| LNGGSVPSEL |  | DGLDSEKDKM |  | LVEKQKVINE |  | LTWKLQQEQR |  | QVEELRMQLQ |
| KQKRNNCSEK |  | KPLPFLAASI |  | KQEEAVSSCP |  | FASQVPVKRQ |  | SSSSECHPPA |
| CEAAQLQPLG |  | NAHCVESSDQ |  | TNVLSSTFLS |  | PQCSPQHSPL |  | GAVKSPQHIS |
| LPPSPNNPHF |  | LPSSSGAQGE |  | GHRVSSPISS |  | QVCTAQMAGL |  | HSSDKVGPKF |
| SIPSPTFSKS |  | SSAISEVTQP |  | PSYEDAVKQQ |  | MTRSQQMDEL |  | LDVLIESGEM |
| PADAREDHSC |  | LQKVPKIPRS |  | SRSPTAVLTK |  | PSASFEQASS |  | GSQIPFDPYA |
| TDSDEHLEVL |  | LNSQSPLGKM |  | SDVTLLKIGS |  | EEPHFDGIMD |  | GFSGKAAEDL |
| FNAHEILPGP |  | LSPMQTQFSP |  | SSVDSNGLQL |  | SFTESPWETM |  | EWLDLTPPNS |
| TPGFSALTTS |  | SPSIFNIDFL |  | DVTDLNLNSS |  | MDLHLQQW   |  |            |

A: Аланін

C: Цистеїн

D: Аспарагінова кислота

E: Глутамінова кислота

F: Фенілаланін

G: Гліцин

H: Гістидин

I: Ізолейцин

K: Лізин

L: Лейцин

M: Метіонін

N: Аспарагін

P: Пролін

Q: Глутамін

R: Аргінін

S: Серин

T: Треонін

V: Валін

W: Триптофан

Належить до родини SAP-доменних транскрипційних факторів.  індукує експерсію генів що мають CArG бокси в промоторах, специфічних для генів кардіоміоцитів та гладеньких міоцитів. Активно експресується під час постнатального розвитку.

## Структура білка
Міокардин має кілька основних ділянок (послідовно): на N-кінці NTD, ++, Q, SAP, LZ i TAD на С-кінці ланцюга.
NTD домен не є обов'язковим для функціонування ТФ, тоді як ++ (NLS) є сайтом для зв'язування з SRF. Мутація SAP-домену знижує міогенну активність. TAD домен відіграє критичну роль в загальній транскрипційній активності.

## Мутантні варіанти білку
Існують кілька мутантів міокардину. Цілий білок утворює ТФ - типовий міокардин, однак може бути втрачений початок ланцюга - NTD домен (білок з 128 по 935 амінокислоту), і такий білок буде мати на 20% вищу міогенну активність. () Крім цього існують мутанти з 128 по 513, з 128 по 935 з мутацію ++ домену або SAP домену. Мутант з 128 по 713 амінокислоту (без TAD домену) втрачає міогенну активність, так само, як і мутант 128 - 513. () 

## Функції міокардину

### Диференціація в гладенько-м'язову клітину
Основним транскрипційним фактором кодуючим фенотип гладеньких міоцитів є serum response factor (SRF). SRF - це транскрипійний фактор, широко розповсюджений в багатьох типах тканин. Він належить до групи ТФ з убіквітиновими MADS боксами, що зв'язуються з послідовністю нуклеотидів CC(A/T)6GG, що називаються CArG-боксами. 

### Роль міокардину в диференціації в гладенькі міоцити
Групою дослідників було показано, що міокардин відіграє роль в активації експресії генів, специфічних для м'язових клітин. Для цього брали культуру фібробластів з трансфекцією міокардину. В результаті фібробраст почав експресувати маркери до гладеньких міоцитів: α-SM актин, SM22, SM-калпонін, h-калдесмон, кіназу легкого ланцюга міозину гладеньких міоцитів, γ-актин гладеньких міоцитів та MHC білки гладеньких міоцитів. Такі самі результати з індукцією експресії маркерів гладеньких міоцитів міокардин спричинив у клітинах HeLa, NIH 3T3 та 3T3-L1. 
Було показано, що сигнальний шлях Wnt2 активує міогенні транскрипційні фактори - міокардин та MRTF-B. Після активації міокардин зв'язується NLS-доменом з двома молекулами SRF, що знаходять CArG бокси на промоторах і активують транскрипцію. Крім цього встановили, що димеризація міокардину лейциновою стяжкою максималізує активацію міокардину.

### Регуляція активності міокардину
Робота міокардину блокується білком CHIP, що активує протеосомну деградацію транскрипційного фактора.
Ще один негативний регулятор міокардину - Yap1, у разі з'єднання з міокардином знижує експресію генів скоротливого апарату. Може активуватись у відповідь на "перемикачі" клітинного циклу, такі як PDGF-BB.

### Проліферація кардіоміоцитів
Міокардин бере участь і у розвитку серцевого м'яза (кардіогенез), оскільки SRF актвує гени, специфічні для кардіоміоцитів. Було показано, що міокардин необхідний для підтримання типової структури кардіоміоцита а також організації саркомера. Крім цього, втрата міокардину викликає апоптоз. 

### Участь у регуляторних процесах
Дослідниками з Канади було показано на гладеньких міоцитах судин, що SRF в комплексі з міокардином може індукувати експресію мікро-РНК-1. В гладеньких міоцитах мікроРНК-1 знижує скоротливу здатність клітини інгібуючи гени альфа-SMA та SM22, тобто міокардин може брати участь у регуляції скоротливості клітин.

Існує пов'язана родина транскрипційних факторів MRTF-A i MRTF-B, що також є кофакторами SRF та беруть участь у проліферації клітин до кардіоміоцитів та гладеньких міоцитів, однак мають нижчу специфічність і знайдені в інших типах тканин (попередниках адепоцитів, фібробластах).